# Estern (artròpodes)
L'estèrnum (pl. "esterna") o estern és la porció ventral d'un segment de tòrax o abdomen d'un artròpode.
En els insectes, els esterna solen ser esclerites simples, de gran superfície i externes. No obstant això, de vegades es poden dividir en dos o més, en aquest cas les subunitats s'anomenen esternites, i també es poden modificar en els segments abdominals terminals per formar part de peces funcionals dels genitals, en el qual cas són freqüentment reduïts en mida i desenvolupament, i pot tornar-se interior o membranós.
Els kinorhynchs també tenen plaques tergals i esternals, encara que aparentment no són homòlogues amb les dels artròpodes.

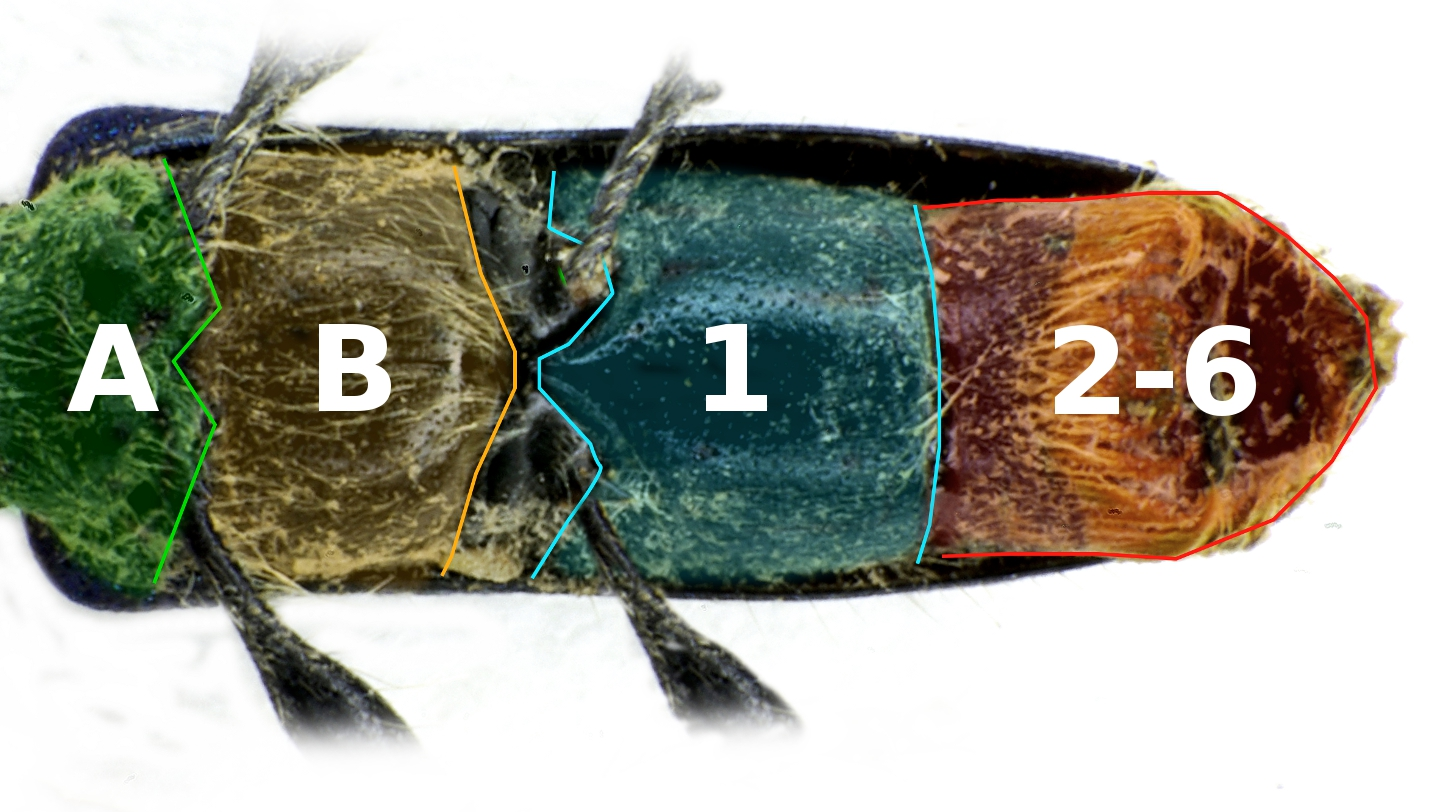
Esterna toràcics i abdominals d'un escarabat. A Mesostèrnum, B Metastèrnum; 1 primera esternita abdominal; 2-6 resta d'esternites.

Els ventrits són esternites visibles externament. Normalment, la primera esternita està emmascarada, de manera que el nombre de ventrites no es correspon amb el nombre d'estèrnids.
El terme també s'utilitza en altres grups d'artròpodes com els crustacis, els aràcnids i els miriàpodes. Les esternites del pleon (abdomen) d'un crustaci es poden anomenar pleonsternites. Aquests són els llocs d'unió dels pleòpodes (cames nadadores). En les aranyes, l'estèrnum és la part ventral del cefalotòrax.